# Liste der Monuments historiques in Seigneulles
Die Liste der Monuments historiques in Seigneulles führt die Monuments historiques in der französischen Gemeinde Seigneulles auf.

## Liste der Immobilien
| Bezeichnung                  | Beschreibung            | Standort               | Kennzeichnung | Schutzstatus | Datum | Bild           |
| ---------------------------- | ----------------------- | ---------------------- | ------------- | ------------ | ----- | -------------- |
| Kirche Nativité-de-la-Vierge | aus dem 16. Jahrhundert | Rue de l’Église (Lage) | PA00106701    | Inscrit      | 1991  | weitere Bilder |

## Liste der Objekte
| Bezeichnung                                       | Beschreibung | Standort                                   | Kennzeichnung | Schutzstatus | Datum | Bild |
| ------------------------------------------------- | --- | ------------------------------------------ | ------------- | ------------ | ----- | ---- |
| Glocke                                            | Bronze, 1822 gegossen; hölzernes Joch, schmiedeeiserner Klöppel                                                                              | in der Kirche Nativité-de-la-Vierge (Lage) | PM55002620    | Inscrit      | 2007  |      |
| Grabdenkmal für Louis d’Alençon und seine Familie | Stein, Marmor, 17. Jahrhundert | in der Kirche Nativité-de-la-Vierge (Lage) | PM55000571    | Classé       | 1906  |      |
| Goldener Ornat                                    | Kasel, Stola, Manipel, Kelchvelum und Bursa; Seide, bestickt, 19. Jahrhundert; im Centre départemental d’art sacré in Saint-Mihiel deponiert | in der Kirche Nativité-de-la-Vierge (Lage) | PM55002352    | Inscrit      | 1992  |      |
| Sechs Altarleuchter                               | Holz, bemalt und vergoldet, 18. Jahrhundert                                                                                                  | in der Kirche Nativité-de-la-Vierge (Lage) | PM55002353    | Inscrit      | 1991  |      |
| 68 Kirchenbänke                                   | Eichenholz, um 1703 | in der Kirche Nativité-de-la-Vierge (Lage) | PM55002351    | Inscrit      | 1992  |      |
| Grabdenkmal für Jean Berthelet                    | Stein, Marmor, 18. Jahrhundert | in der Kirche Nativité-de-la-Vierge (Lage) | PM55000569    | Classé       | 1906  |      |
| Grabdenkmal der Familie Berthelet                 | Stein, Marmor, Ende des 17. Jahrhunderts | in der Kirche Nativité-de-la-Vierge (Lage) | PM55000570    | Classé       | 1906  |      |